# Bradford Jamieson IV
Bradford Redder Jamieson IV (Los Angeles, 18 ottobre 1996) è un ex calciatore statunitense, di ruolo attaccante.

## Caratteristiche tecniche
Prima punta, all'occorrenza può giocare come esterno d'attacco su entrambe le fasce, ed è uno dei giovani più promettenti d'America.

## Palmarès

### Club

#### Competizioni nazionali
- Campionato MLS: 1

LA Galaxy: 2014